# 최미선 (양궁 선수)
최미선(崔美善, 1996년 7월 1일~)은 대한민국의 양궁 선수이다.

## 경력
전라남도 무안군 일로읍 지장리 출신으로 아버지 최보녕, 어머니 오영애 사이의 3남 1녀 중 막내이다.
초등학교 4학년인 11살 때 처음 활시위를 당겼다고 한다. 차분한 성격에 집중력이 뛰어난 어린 소녀는 활시위의 강인함을 몸에 익히며 세계 최고를 꿈꿔 나갔다고 한다. 이후 2013년에 처음으로 국가대표로 발탁되었다.
2016년 브라질 리우데자네이루에서 열린 2016년 하계 올림픽 양궁 여자 단체전에서 장혜진, 기보배와 함께 금메달을 거머쥐었다.

## 출신 학교
- 일로초등학교졸업
- 전남체육중학교 졸업
- 전남체육고등학교 졸업
- 광주여자대학교 양궁부 초등특수교육학 졸업